# チャールズ・ディナレロ

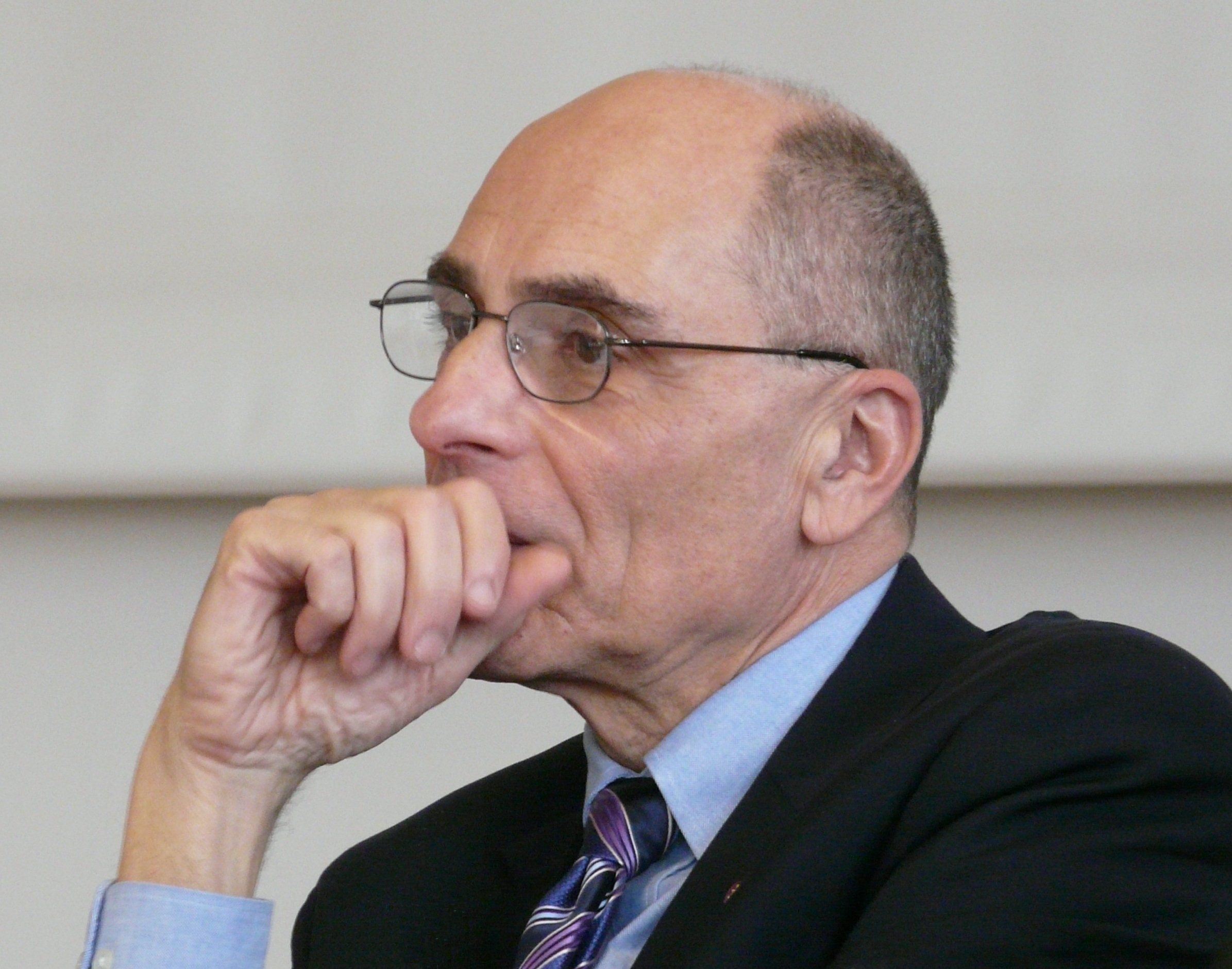
チャールズ・ディナレロ

チャールズ・ディナレロ（Charles Dinarello, 1943年4月22日 - ）は、アメリカ合衆国の医学者。コロラド大学デンバー校教授。炎症性サイトカインタンパク質、特にインターロイキン-1（IL-1）と腫瘍壊死因子（TNF）の研究で知られ、サイトカイン生物学の「創始者」と見なされている。
ボストン出身。1965年ボストン大学医学部卒業後、1969年イェール大学から「発熱の原因に関する研究」でM.D.を取得。その後、マサチューセッツ総合病院で2年間、1971年から1977年まで国立衛生研究所で働いた。 タフツ大学の小児科教授を経て、1996年から現職。

## 受賞歴
- 1993年 エルンスト・ユング賞
- 2009年 クラフォード賞、オールバニ・メディカルセンター賞
- 2010年 パウル・エールリヒ&ルートヴィヒ・ダルムシュテッター賞
- 2020年 唐奨

## 参考
- Division of Infectious Diseases